# Jerzy Cibis
Jerzy Henryk Cibis (ur. 31 grudnia 1962 w Raciborzu, zm. 29 lipca 2020 w Gliwicach) – polski architekt, dr hab.

## Życiorys
W 1988 ukończył studia na Wydziale Architektury Politechniki Śląskiej, 7 kwietnia 1999 obronił pracę doktorską Aktywizacja centralnych kwartałów miejskich – problematyka i uwarunkowania napisaną pod kierunkiem Janiny Klemens, 25 kwietnia 2017 habilitował się na podstawie pracy zatytułowanej Identyfikacja zmian architektoniczno-budowlanych zasobów mieszkaniowych z lat 1848–2013 wybranych miast Górnego Śląska. Został zatrudniony na stanowisku adiunkta w Katedrze Projektowania Architektonicznego i Sztuk Pięknych na Wydziale Architektury Politechniki Śląskiej.
Był profesorem uczelni w Katedrze Projektowania Architektury Mieszkaniowej i Użyteczności Publicznej na Wydziale Architektury Politechniki Śląskiej. Laureat wielu nagród i wyróżnień w konkursach urbanistycznych, architektonicznych oraz rzeźbiarskich. W ramach swojej pracy wykonał ponad 200 projektów koncepcyjnych, realizacyjnych i konkursowych. Był autorem kilkudziesięciu publikacji. Interesował się głównie restrukturyzacją obszarów poprzemysłowych, w szczególności na obszarze Górnego Śląska. Zaangażowany w działalność studencką, współorganizował wiele międzynarodowych warsztatów dla młodych architektów.
3 września 2014 roku został odznaczony Srebrnym Medalem za Długoletnią Służbę.
Zmarł 29 lipca 2020, pochowany na Cmentarzu Jeruzalem w Raciborzu.